# Lebanese International Airways
Lebanese International Airways fue una aerolínea libanesa con base en Beirut. Se fundó con ayuda de Pan Am, empezó sus vuelos en enero de 1956, y en 1958 expandió su red de vuelos mediante acuerdos con Sabena en Bélgica. A mediados de 1960, sus destinos incluían Teherán, Kuwait, Bagdad, Baréin, París, y Milán. Cesaron sus operaciones en enero de 1969, debido a la destrucción de su flota por el ejército israelí en el aeropuerto de Beirut. La aerolínea fue anexionada por Middle East Airlines Air Liban.

## Flota
Incluía:
- Convair 990
- Curtiss C-46 Commando
- Douglas DC-3/C-47
- Douglas DC-4
- Douglas DC-6
- Douglas DC-7